# اعتراضات ۱۴۰۱ معلمان ایران
در ادامه اعتراضات و اعتصابات سراسری معلمان ایران حول مطالبات مشخص و اعلام‌شده مانند آزادی معلمین دربند، امکان تحصیل رایگان، بهبود معیشت نیروهای خدماتی و...، از اول اردیبهشت ۱۴۰۱ در بسیاری از شهرهای ایران مانند دیواندره، تهران، شهرهای کرج، مریوان، ماهشهر، شیروان، اصفهان، سنندج، سقز، نیشابور، پلدختر، کامیاران، سقز، اسلام‌آباد غرب، رشت، شیراز، کرمانشاه، مریوان، زنجان، هرسین، بوکان، کامیاران، خرم‌آباد، کوهدشت، مشهد، اهواز، دهگلان، یزد، رشت، همدان، قم، بیجار، شهرضا، تاکستان، شهرکرد، بهمئی، الیگودرز، بوشهر، یاسوج، اراک، مهریز، شوشتر، لاهیجان، دلفان، شوش، بروجرد، سیرجان، رستم، کازرون، داراب، زرین‌دشت، فیروزآباد، سردشت، ملارد و جلفا، تجمع اعتراضی برگزار شد.
این تجمعات اعتراضی عمدتاً با ایجاد فضای امنیتی و دستگیری برخی از معلمین از جانب نیروی انتظامی همراه بوده‌است. سرکوب معلمان محدود به این موارد نمی‌گردد طی شش ماه گذشته صدها معلم در سراسر کشور به بازپرسی و نهادهای امنیتی احضار شده، دادگاه محمود بهشتی لنگرودی، محمود ملاکی، عزیز قاسم‌زاده، رادا مردانی، پیروز نامی، علی کروشات، فرنگیس نسیم پور، غلامرضا غلامی کندازی و ... برگزار شده‌است و محمدرضا رمضان‌زاده نیز دوران محکومیت خود را با پابند الکترونیکی سپری می‌کند.
امید شاه‌محمدی، پرویز احسنی، کاوه محمدزاده، هیوا قریشی و زاگرس رضایی، پنج معلم از کردستان دیواندره در اردیبهشت سال ۱۴۰۱ دستگیر شدند. زاگرس رضایی چند روز بعد با قید وثیقه آزاد شد. اما چهار معلم دیگر ۷۶ روز حبس را در یک سلول انفرادی گذراندند.
هر چهار معلم به پنج سال حبس تعلیقی محکوم شدند.
در آذر ماه سال ۱۴۰۳، هیوا قریشی، امید شاه‌محمدی، و کاوه محمد‌زاده از شغل معلمی اخراج شدند و همچنین پرویز احسنی به مدت پنج سال به قروه تبعید شد، هر پنج معلم بعد از سال ۱۴۰۱ وقتی به سر شغل خود برگشتند مجبور به تدریس بدون دریافت حقوق کامل شدند.

## مطالبات معلمین و فرهنگیان
معلمان معترض از ابتدا مطالبات خود را در این تجمعات، «آزادی بی قید و شرط معلمان دربند»، «اجرای کامل قانون رتبه‌بندی فرهنگیان شاغل و همچنین قانون همسان‌سازی حقوق بازنشستگان»، «رسمی شدن نیروهای استخدام موقت، نیروهای خدمات آموزشی، آموزشیاران نهضت و مربیان پیش‌دبستانی»، «پرداخت پاداش پایان خدمت فرهنگیان سال ۱۴۰۰»، «بهبود معیشت نیروهای خدماتی»، «اجرای اصل ۳۰ قانون اساسی»، «آزادی معلمان زندانی»، «آموزش رایگان و باکیفیت برای دانش‌آموزان»، «پرداخت بیمه دانش آموزان» و همچنین «تشکیل کلاس‌های درس با ظرفیت حداکثر ۱۶ دانش‌آموز» عنوان کردند.

## اعتراضات
اولین تجمع اعتراضی معلمان در سال ۱۴۰۱، اول اردیبهشت در بسیاری از شهرهای ایران به شکل هم‌زمان برگزار شد. فعالان صنفی از بازداشت معلمان معترض در شهرهای مختلف و حضور نیروهای امنیتی در تجمع‌ها خبر دادند.
شورای هماهنگی تشکل‌های صنفی فرهنگیان در قطعنامه پایانی تجمع اول اردیبهشت نوشته‌است: «خیابان از آن ما است تا زمانی که تمام مطالبات ما محقق شود. سرکوب و زندان و پرونده سازی قادر نیست جنبش معلمان را یک گام به عقب براند.»
یکشنبه ۱۱ اردیبهشت تجمع سراسری معلمان در شهرهایی چون اردبیل، شیراز، مریوان، اصفهان، کرج، اراک، بوشهر، نورآباد در استان فارس، سقز، کرمانشاه، الیگودرز، خمینی‌شهر و ... ایران برگزار شده‌است.
پنجشنبه ۲۲ اردیبهشت ماه سومین تجمع سراسری معلمان در سال جاری برگزار گردید. این تجمعات اعتراضی در پی فراخوان شورای هماهنگی تشکل‌های صنفی فرهنگیان ایران و معلمین بازنشسته در شهرهای مختلف کشور از جمله: تهران، مریوان، سنندج، کرمانشاه، شیراز، آمل، دهگلان، نورآباد (ممسنی)، بیجار، سقز، شهرضا، سردشت، اردبیل، رشت، اهواز، کرج، قزوین، بجنورد، آبدانان، فسا، اراک، زاهدان، رضوانشهر، اسلام‌آباد غرب، ساری، تبریز، گچساران، دیواندره، بوکان، همدان، تاکستان، بانه و لنگرود، در تهران در مقابل ساختمان مجلس شورای اسلامی و در سایر شهرها در مقابل اداره آموزش و پرورش برگزار شد که در ادامه‌اش با بازداشت ده‌ها تن از شرکت‌کنندگان توسط نیروهای انتظامی همراه گردید.
سه‌شنبه ۱۰ خرداد، شماری از معلمان سنندج با برگزاری تجمع اعتراضی در مقابل اداره آموزش و پرورش این شهر با سر دادن شعار «معلم زندانی آزاد باید گردد» خواستار رسیدگی به مطالبات خود شدند.
شنبه ۲۱ خردادماه ۱۴۰۱، جمعی از فرهنگیان بخش نشتا از توابع تنکابن، در مقابل ساختمان دادگاه تجدیدنظر استان در ساری، تجمع اعتراضی بر پا کردند.
دوشنبه ۲۳ خردادماه، شماری از معلمان پیش‌دبستانی استان خوزستان در مقابل اداره کل آموزش و پرورش استان در اهواز تجمع داشتند. آنها با سر دادن شعارهایی خواهان استخدام و تعیین تکلیف وضعیت خود شدند.
پنجشنبه ۲۶ خرداد، به دنبال اعلام شورای هماهنگی فرهنگیان ایران، معلمان شاغل و بازنشسته در شهرهای مختلف ایران از جمله یاسوج، دلفان، خرم‌آباد، مریوان، ساری، شهرکرد، زنجان، اردبیل، الیگودرز، رشت، اهواز، کرمانشاه، ملایر، بابل، رضوانشهر، هرسین، بیجار، آبدانان، اسلام‌آباد غرب، سردشت، کرج، اندیمشک، شهرکرد، همدان، مرند، ساری، کاشمر، سنندج، بوکان، مریوان، سقز، ارومیه، یزد، اصفهان، کامیاران، دیواندره و جلفا، در مقابل اداره آموزش و پرورش این شهرها، تجمع‌های اعتراضی برگزار کردند. نیروهای امنیتی با حضوری گسترده در مقابل ساختمان مجلس، مانع از برگزاری تجمع اعتراضی معلمان ساکن تهران شدند. تجمع‌های اعتراضی فرهنگیان در سقز و سنندج نیز، با حضور گسترده نیروهای امنیتی همراه بود. معلمان در کرمانشاه در اعتراضات خود شعارهایی از قبیل «با این همه هیاهو، حاصل وعده‌ها کو» و «فرهنگی می‌میرد، ذلت نمی‌پذیرد» سر دادند. اعتراض بازنشستگان و فرهنگیان رشت نیز با شعارهایی از جمله «تورم، گرانی، بلای جان مردم» و «زندانی سیاسی آزاد باید گردد» همراه بود.
یکشنبه ۲۹ خردادماه، شماری از معلمان و خانواده فرهنگیان بازداشتی در مقابل دادگاه شهر سقز در اعتراض به ادامه یافتن بازداشت و بی‌خبری از بازداشت شدگان تجمع داشتند.
شنبه ۲۹ مرداد، گروهی از فرهنگیان، در برابر ساختمان وزارت آموزش و پرورش در تهران تجمع اعتراضی برپا کردند. معلمان معترض با حمل پلاکارد و دادن شعار نسبت به وضعیت معیشتی و بلاتکلیفی خود معترض بوده و خواستار اجرای کامل قانون رتبه‌بندی فرهنگیان شدند.
سه‌شنبه ۱۵ شهریور: جمعی از معلمان خرید خدمت اداره کل آموزش و پرورش استان مرکزی، نسبت به عدم به‌کارگیری نیروهای خرید خدمت، در مقابل ساختمان استانداری واقع در اراک، دست به تجمع اعتراضی زدند.
یکشنبه ۲۰ شهریور: تعدادی از معلمان و خانواده دانش آموزان استثنایی در مقابل سازمان آموزش و پرورش استثنایی کشور در تهران، در اعتراض به محدودیت جدید حمل و نقلی برای این دانش آموزان تجمع کردند.
شنبه ۱۲ آذر: شورای هماهنگی تشکل‌های صنفی معلمان ایران، با صدور بیانیه‌ای با اعتراضات و اعتصابات سراسری در روزهای ۱۴، ۱۵ و ۱۶ آذر اعلام همبستگی کرد و از تمامی فرهنگیان و معلمان ایران خواست در این اعتراضات در کنار دانش‌آموزان و دانشجویان در کف خیابان حضور داشته باشند و از آنها حمایت کنند.
چهارشنبه ۱۶ آذر: شورای هماهنگی تشکل‌های صنفی فرهنگیان ایران در اعتراض به دستگیری پریا فرامرزی، دانش‌آموز ۱۶ ساله و انتقال او به زندان شیراز، اعلام کرد خواهان آزادی هرچه زودتر و بدون قید شرط پریا فرامرزی و تمام دانش‌آموزان و معلمان زندانی است.

## بازداشت‌ها
در اول اردیبهشت ۱۴۰۱ فقط در تهران، ۷۰ معلم مرد و زن دستگیر شدند. از این تعداد بازداشت شده ۴۰ نفر زن به بازداشتگاه خیابان «وزرا» و ۳۰ معلم مرد که به بازداشتگاه «گیشا» منتقل شده‌اند.
در ۱۱ اردیبهشت معلمین بازداشت شده در یاسوج بین ۳۰ تا ۵۰ نفر گزارش شده‌است. علاوه بر یاسوج شمار دیگری از معلمان نیز در دیگر شهرها بازداشت‌ها شدند که از آن میان می‌توان به بازداشت مسعود فرهیخته و لطف‌الله جمشیدی در تهران و سیامک چهرازی در اهواز اشاره کرد. همچنین رسانه‌ها از بازداشت معصومه دهقان، معلم بازنشسته و همسر عبدالفتاح سلطانی وکیل، در جریان تجمع سراسری مقابل مجلس خبر داده‌اند.
در تجمعات ۲۲ اردیبهشت و پیش از آن معصومه دهقان، مسعود فرهیخته، ژاله روحزاد و لطف‌الله جمشیدی، در تهران و مسعود نیکخواه در مریوان، سیامک چهرازی در اهواز، بازداشت شدند. بازداشت آقای چهرازی همراه با ضرب و شتم صورت گرفته‌است. معصومه دهقان ساعتی پس از بازداشت آزاد شد. همچنین برخی گزارش‌ها حاکی از بازداشت ده‌ها تن از معلمان در یاسوج است. هویت تعدادی از این شهروندان «یعقوب زارع، رحیم زارع، هجیر حجتی، خدیجه مبارکی، بهنام آصف جاه، کوروش جلیل، سعید طاهری، ثریا آقایی و ساسان ضرغامپور» به همراه تعدادی از خانم معلمین گزارش شده‌است. شهروندان بازداشت شده در یاسوج به بازداشتگاه پلیس اطلاعات و امنیت این شهر منتقل شده‌اند. از سوی دیگر در جریان تجمع معلمان لنگرود، دستکم ۵ تن از معلمان از جمله محمود بهشتی لنگرودی، اسدی، مراد علی بیگی بازداشت شدند. صبح ۲۲ اردیبهشت پیش از شکل‌گیری تجمع صفر رمضانی، فعال دیگر صنفی معلمان توسط نیروهای امنیتی در لنگرود بازداشت شد.
«اسماعیل عبدی»، «هاشم خواستار»، «محمدحسین سپهری»، «محمدتقی فلاحی»، «شعبان محمدی» «لطیف روزی‌خواه»، «محمدرضا رمضان‌زاده»، «حسین رمضان‌پور»، «یعقوب یزدانی»، «نصرت بهشتی»، «زینب همرنگ»، «معصومه عسکری»، «هاله صفرزاده»، «ناجی سواری»، «ماهر دسومی»، «علی عبیداوی»، «جواد لعل محمدی» و «عالیه اقدام دوست» معلمانی هستند که با تشکیل پرونده از سوی نهادهای امنیتی و صدور حکم در دستگاه قضایی، ایام حبس ناعادلانه خود را سپری می‌کنند.

## شعارها
«معلم زندانی، آزاد باید گردد»
«ننگ ما ننگ ما، دولت الدنگ ما، وزیر الدنگ ما»
«معلم می‌میرد ذلت نمی‌پذیرد»
«وزیر بی‌لیاقت، استعفا استعفا»
«اصغری، همتی، عباسی و نعمتی آزاد باید گردند»
«یه سیسمونی کم بشه، مشکل ما حل می‌شه»
«سیسمونی رو رها کن، فکری به حال ما کن»